# Terremoto di Kobe del 1995

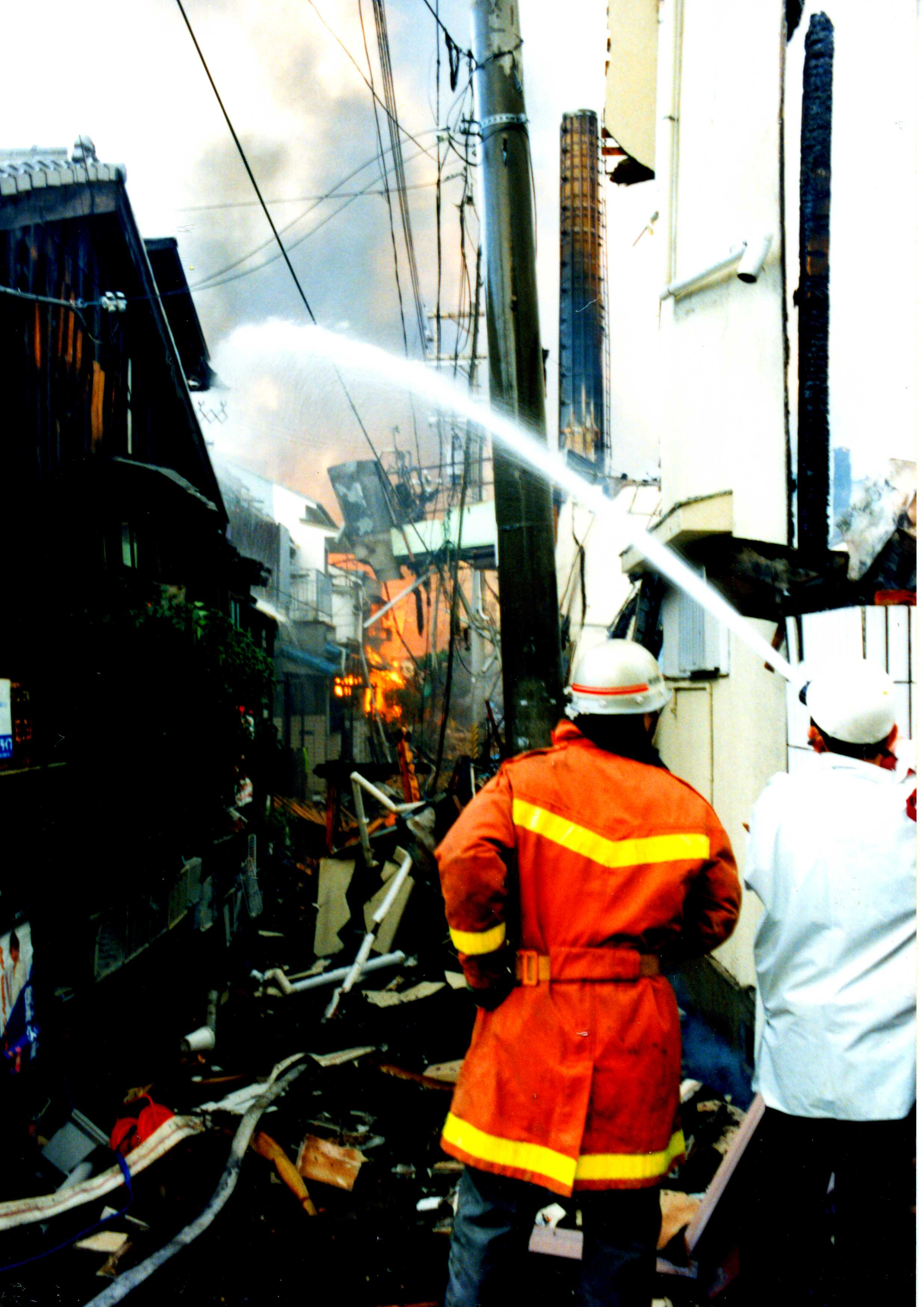
Spegnimento di un incendio.

Il terremoto di Kobe è stato un terremoto che si verificò il 17 gennaio 1995, alle 05:46 ora locale, nella parte sud della Prefettura di Hyōgo in Giappone. Causato da uno spostamento della crosta terrestre lungo la Faglia Nojima, ebbe una magnitudo momento 7,3 MW (USGS), e intensità 7 della scala Shindo dell'Agenzia Meteorologica Giapponese. I tremori durarono per circa 20 secondi, l'ipocentro venne localizzato a 16,1 km di profondità, sul margine nord dell'isola Awaji, a 20 km dalla città di Kōbe.

## Intensità sismica
Questo fu il primo terremoto la cui intensità sismica venne certificata sopra i 7 shindo della Japan Meteorological Agency seismic intensity scale, una scala sismica analoga alla scala Mercalli e derivate.
L'intensità sismica venne certificata shindo 7 nelle città di Hokudan, Ichinomiya e Tsuna (ora Awaji), così come nelle città di Kōbe, Ashiya, Nishinomiya e Takarazuka. Successivamente venne stimata shindo 6 nelle città di Sumoto (isola di Awaji) e Kobe.
Il terremoto venne avvertito in tutta la grande regione del Kansai e venne registrata un'intensità shindo 5 nelle città di Kyōto, Hikone (Prefettura di Shiga) e Toyooka (Prefettura di Hyōgo). Con intensità minore venne avvertito anche a Fukui, Gifu, Mie, Osaka, Nara, Wakayama, Tottori, Okayama, Hiroshima, Tokushima, Kagawa e nella Kōchi, dove l'intensità venne misurata in shindo 4.

## Scosse precedenti e di assestamento
La scossa principale, di magnitudo Mw 6.8 avvenne alle 05:46 ora locale del 17 gennaio 1995 e durò 20 secondi. In questo lasso di tempo la terra si mosse di 18 cm in senso orizzontale e di 12 cm in verticale. Ciò in quanto l'ipocentro era poco profondo e l'epicentro assai vicino a Kobe.
Vi furono 4 scosse di avvertimento, la cui prima, e più potente, fu misurata in Mj 3,7 e si verificò alle 18:28 del giorno precedente.
Nelle successive 5 settimane si verificarono circa 50 scosse di assestamento (di Mj 4.0 o maggiore).
- Al 23 maggio 1995: 1983 scosse di assestamento, 249 avvertite.[5]
- Al 31 ottobre 1995: 2309 scosse di assestamento, 302 avvertite.[6]
- Al 31 ottobre 1996: 2522 scosse di assestamento, 408 avvertite.[7]

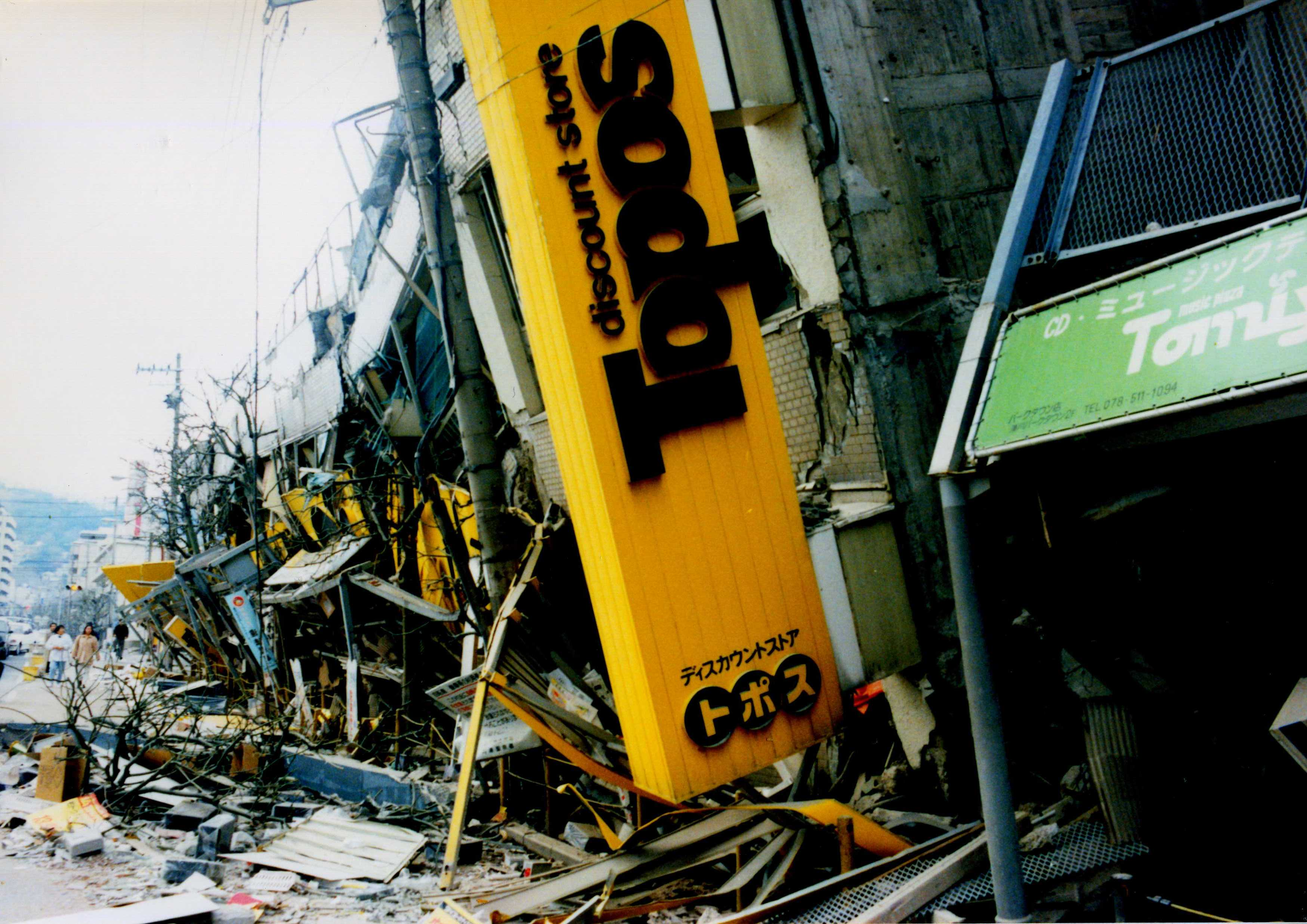
Danni a Minatogawa, Kobe

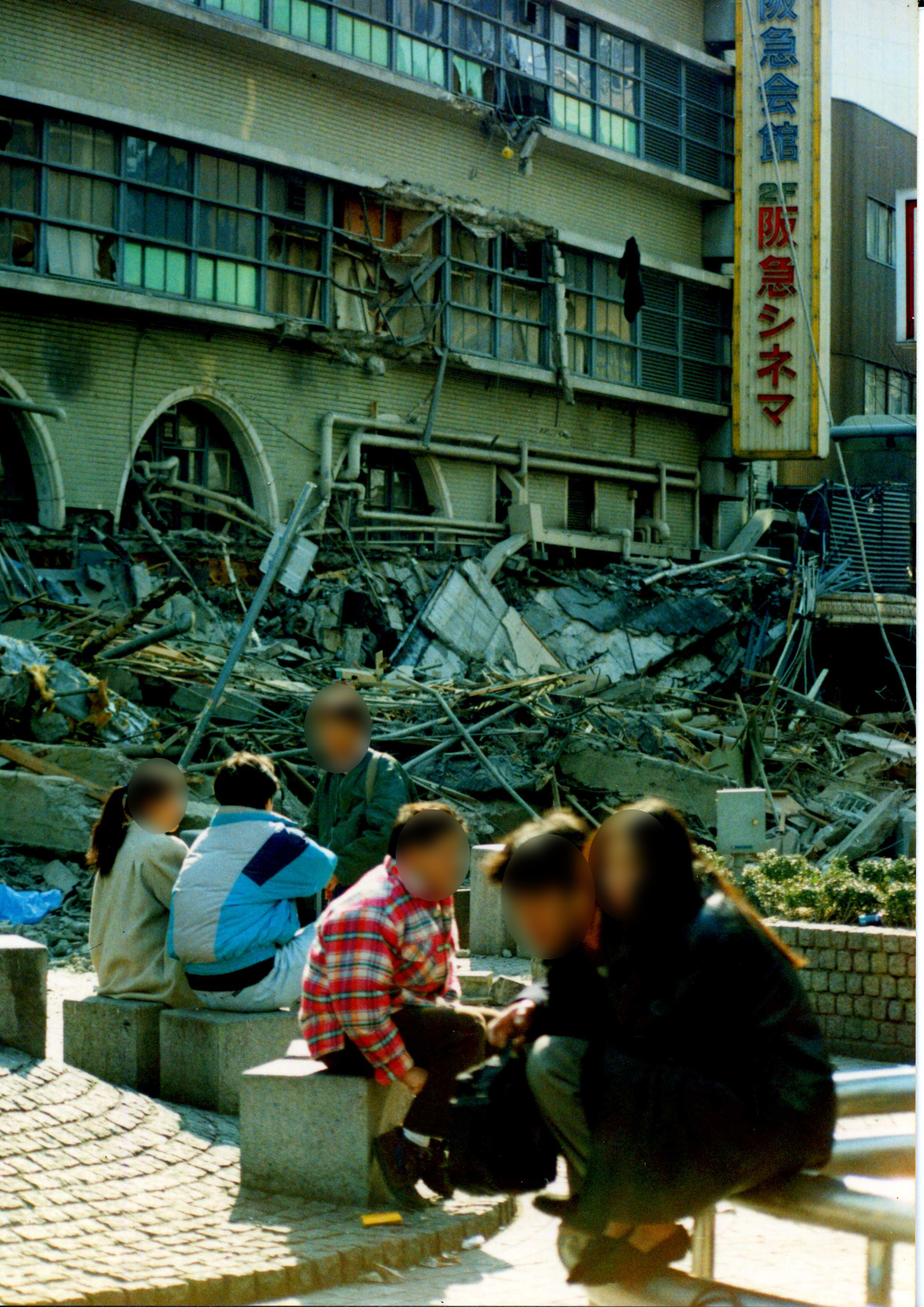
Danni a Sannomiya, Kobe

Gli effetti possono essere suddivisi in primari e secondari.
Gli effetti primari possono essere riassunti in 200.000 edifici rasi al suolo, 1 km di sopraelevata distrutta e 120 dei 150 moli del porto di Kobe completamente distrutti.
Gli effetti secondari riguardarono l'interruzione dell'erogazione dell'energia elettrica, dell'acqua e del gas. La gente aveva paura a rientrare nelle proprie case a seguito delle continue scosse di assestamento che si verificarono nelle settimane successive (716 di cui 74 avvertite dalla popolazione).

### Danni alla città e ai sobborghi
La maggior parte dei danni e dei morti, più di 4.000, si verificarono nella Prefettura di Hyōgo. La rottura delle condutture del gas procurarono l'incendio degli arredamenti in legno e la rottura delle condutture dell'acquedotto rallentarono il lavoro dei Vigili del Fuoco nell'opera di spegnimento degli incendi. La maggior parte delle abitazioni più vecchie avevano tetti pesanti costruiti per resistere ai frequenti tifoni che affliggono la zona di Kobe, ma erano sostenuti da una leggera incastellatura di legno. Quando questa venne aggredita dalle fiamme, il pesante tetto, circa 2 tonnellate, crollò trascinando al suolo i muri della casa. Le case nuove erano state costruite con strutture in calcestruzzo ed erano più resistenti ai terremoti ma avevano seri problemi nei confronti dei frequenti tifoni di cui si è detto. Il 20% degli edifici della zona venne distrutto o reso inabitabile e la metà delle case furono ritenute non più sicure per essere utilizzate.
La dimensione dei danni fu assai più grande di quella del terremoto di Northridge, che era avvenuto esattamente un anno prima. La differenza della dimensione dei danni fu in parte dovuta al tipo di sottosuolo sul quale era costruita la città di Kobe e sulla tipologia delle costruzioni (molte case di antica costruzione non dotate di strutture in calcestruzzo vennero rase al suolo). Inoltre l'intensità del sisma fu molto più elevata (~7.3 contro ~6.6 a Northridge). La popolazione coinvolta nei due terremoti (Kobe e San Fernando Valley di Los Angeles) fu invece circa la stessa intorno a 2 milioni di abitanti.

### Danni alle infrastrutture di trasporto
I danni alle autostrade e ai tunnel vennero pubblicizzati in tutto il mondo da giornali e televisioni per la loro apocalittica drammaticità. La maggior parte dei giapponesi credeva che queste strutture fossero a prova di terremoto e dopo la loro distruzione si disse che erano stati costruiti in dispregio alla legislazione antisismica. Soltanto successivamente venne appurato che la legislazione in vigore negli anni sessanta era assolutamente inadeguata e venne rivista diverse volte. L'ultima revisione del 1981 era finalmente adeguata, ma venne applicata soltanto alle nuove costruzioni.
Dieci campate del viadotto sul quale correva la Hanshin Expressway (Route 43) in tre settori a Kobe e a Nishinomiya, vennero giù, bloccando un collegamento sul quale transitava il 40% del traffico stradale sulla direttrice Osaka-Kobe. La strada, a seguito dei danni riportati, venne riaperta al traffico soltanto il 30 settembre 1996. Tre ponti sulla meno trafficata route 2 furono anch'essi danneggiati, ma la strada venne presto riaperta, assieme alla Route 43, e costituì uno dei maggiori collegamenti con il resto del paese per diverso tempo. La Meishin Expressway subì soltanto lievi danni, ma venne chiusa durante il giorno, fino al 17 febbraio 1995 per consentire il traffico dei mezzi di soccorso. Soltanto il 29 luglio dello stesso anno vennero riaperte al traffico normale tutte e quattro le corsie. Molte autostrade di superficie furono per lungo tempo intasate a seguito della mancata operatività delle autostrade sopraelevate.
La maggior parte delle ferrovie della regione subì danni a causa del terremoto. Subito dopo il sisma, soltanto il 30% dei collegamenti ferroviari fra Osaka e Kobe erano operativi. La stazione di Daikai sulla linea Kobe Rapid Railway venne rasa al suolo interrompendo l'operatività della National Route 30. I supporti di legno su cui erano stati realizzati i pilastri della linea ad alta velocità della ferrovia Shinkansen vennero danneggiati provocando la chiusura dell'intera linea. In ogni caso, i danni vennero velocemente riparati e l'80% del traffico venne ripristinato entro 30 giorni dal sisma.
Le isole artificiali site nel porto di Kobe subirono un abbassamento a seguito della liquefazione del suolo ma le isole sulle quali si trova il Kansai International Airport non subirono significativi danneggiamenti. Il ponte di Akashi Kaikyō, il ponte sospeso più lungo del mondo, allora in costruzione nella zona dell'epicentro, non subì gravi danni ma si allungò di circa un metro a causa delle sollecitazioni alle quali venne assoggettato.

## La risposta dei cittadini

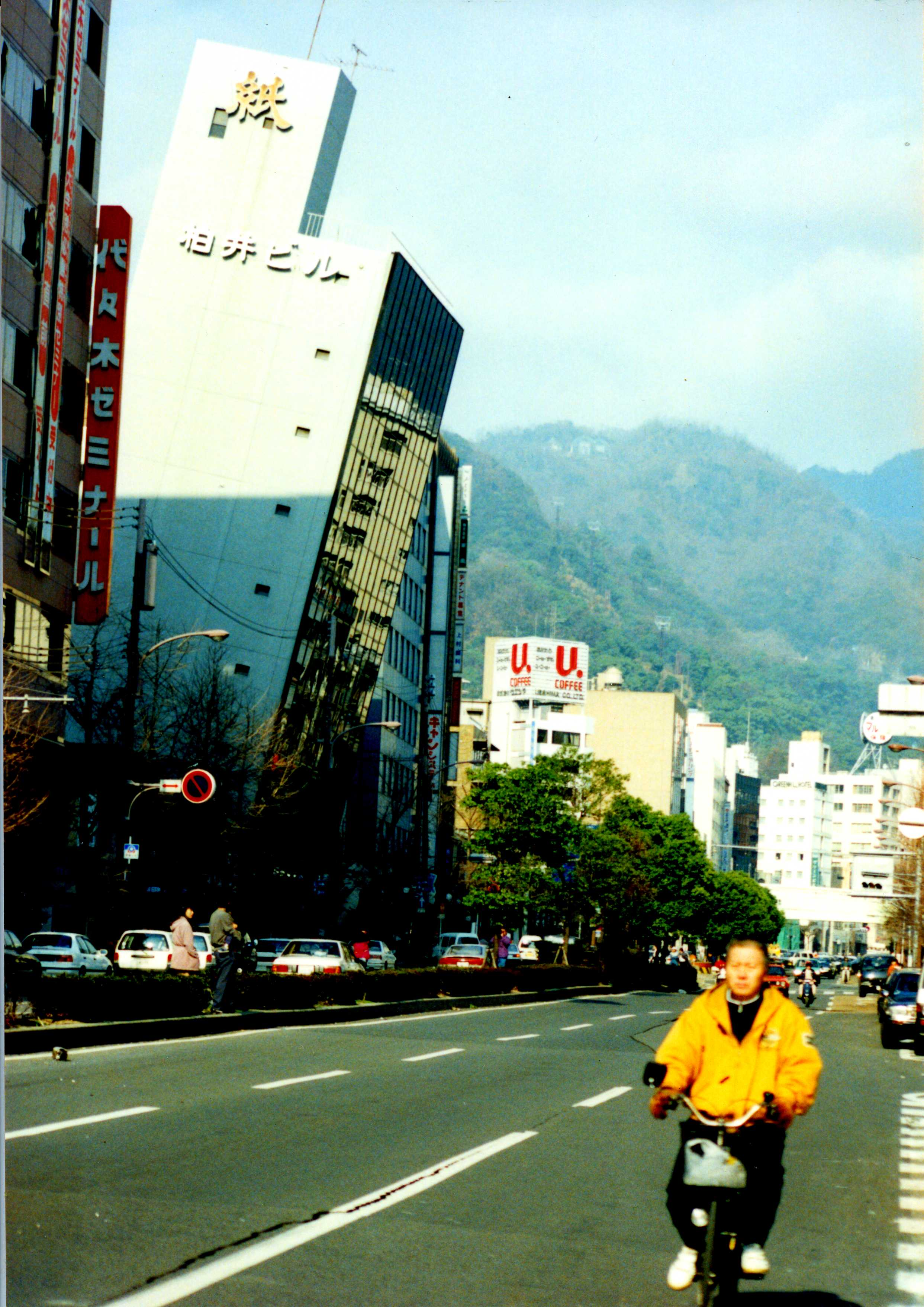
Foto scattata immediatamente prima della caduta del palazzo Kashiwai.

Subito dopo il terremoto, i cittadini e gli specialisti persero ogni fiducia sulla presunta capacità di prevedere i terremoti e sulle tecniche di costruzione antisismiche. Il governo nazionale giapponese fu criticato per non aver agito abbastanza rapidamente per poter salvare molte persone, per l'incapacità di utilizzare proficuamente i molti volontari che si erano prontamente messi a disposizione e per il rifiuto iniziale alle proposte di aiuto pervenute da molte nazioni straniere fra le quali gli Stati Uniti, la Corea del Sud, la Mongolia e il Regno Unito. Il governo giustificò il rifiuto con la barriera linguistica e con non ben precisate questioni di ordine sanitario.

### Risposta locale
Gli ospedali locali lottarono per far fronte alle pressanti richieste di interventi, resi difficili dai crolli che impedivano l'affluenza dei feriti ai luoghi di cura e alla difficoltà incontrata dal personale sanitario ad arrivare nei luoghi dei crolli. Molti feriti furono costretti ad aspettare nei corridoi a causa del sovraffollamento e alla mancanza di spazio. Alcuni di essi dovevano essere operati in locali di servizio e nei corridoi.
Approssimativamente 1,2 milioni di volontari furono impiegati nelle operazioni assistenziali durante i primi tre mesi che seguirono il terremoto. Aziende di distribuzione come Daiei e 7-Eleven usarono le loro strutture in loco per rifornire le aree colpite, mentre NTT e Motorola offrirono i loro servizi telefonici gratuitamente alla popolazione colpita dal sisma. Anche la Yamaguchi-gumi yakuza si adoperò per distribuire cibo e approvvigionamenti alle vittime bisognose.
Per affrettare gli aiuti alle popolazioni colpite dal terremoto, il governo chiuse al traffico dei veicoli privati la maggior parte della rete dell'Hanshin Expressway dalle 6:00 alle 20:00 e limitò il traffico dei bus, taxi e altri veicoli non impegnati nei soccorsi. Per mantenere in funzione i servizi di metropolitana leggera, danneggiati in vari punti, vennero organizzati dei servizi di bus sostitutivi, per trasferire i passeggeri nei tratti di interruzione.

## Galleria d'immagini

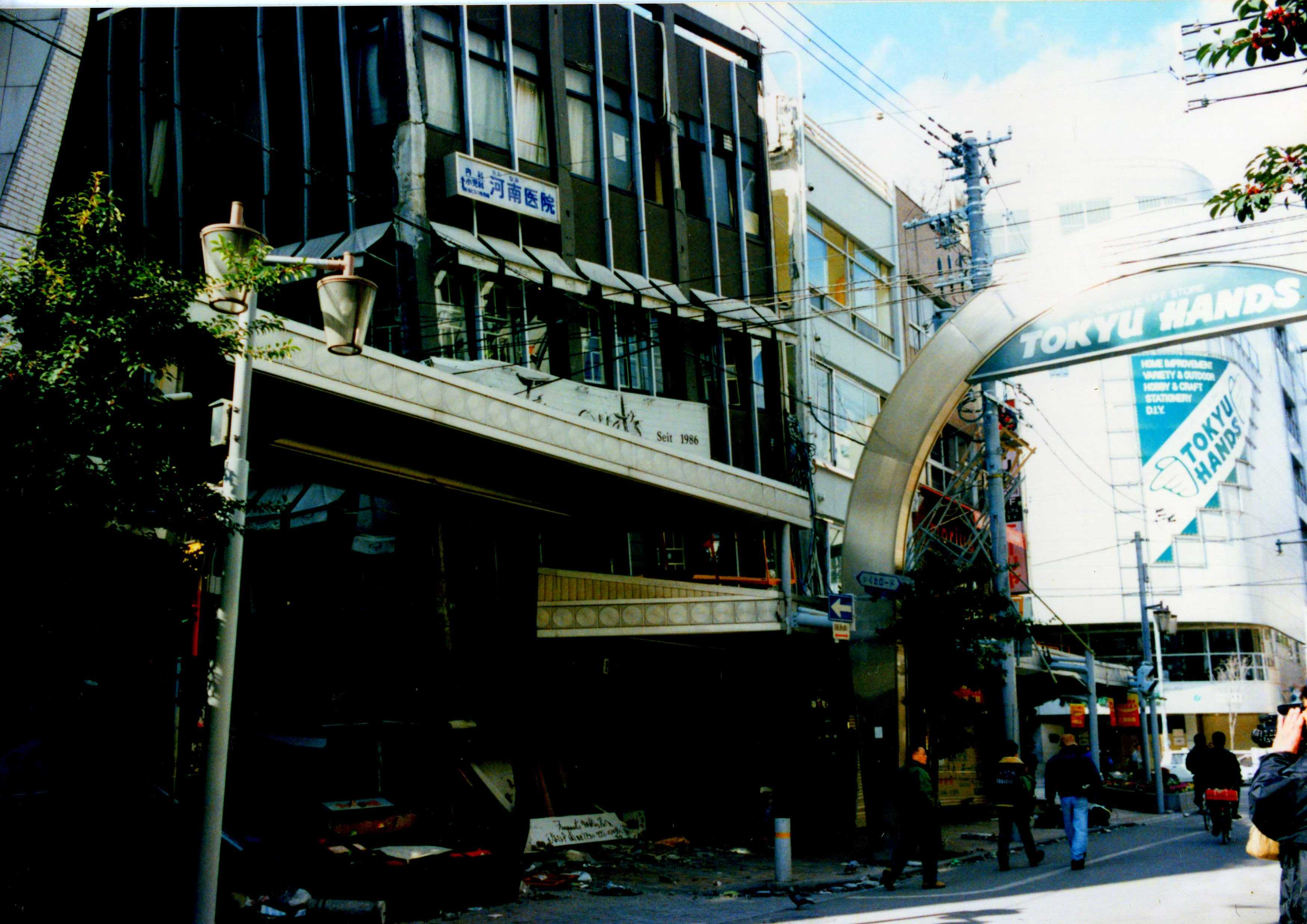
Ikuta Tokyu Hands Sannomiya
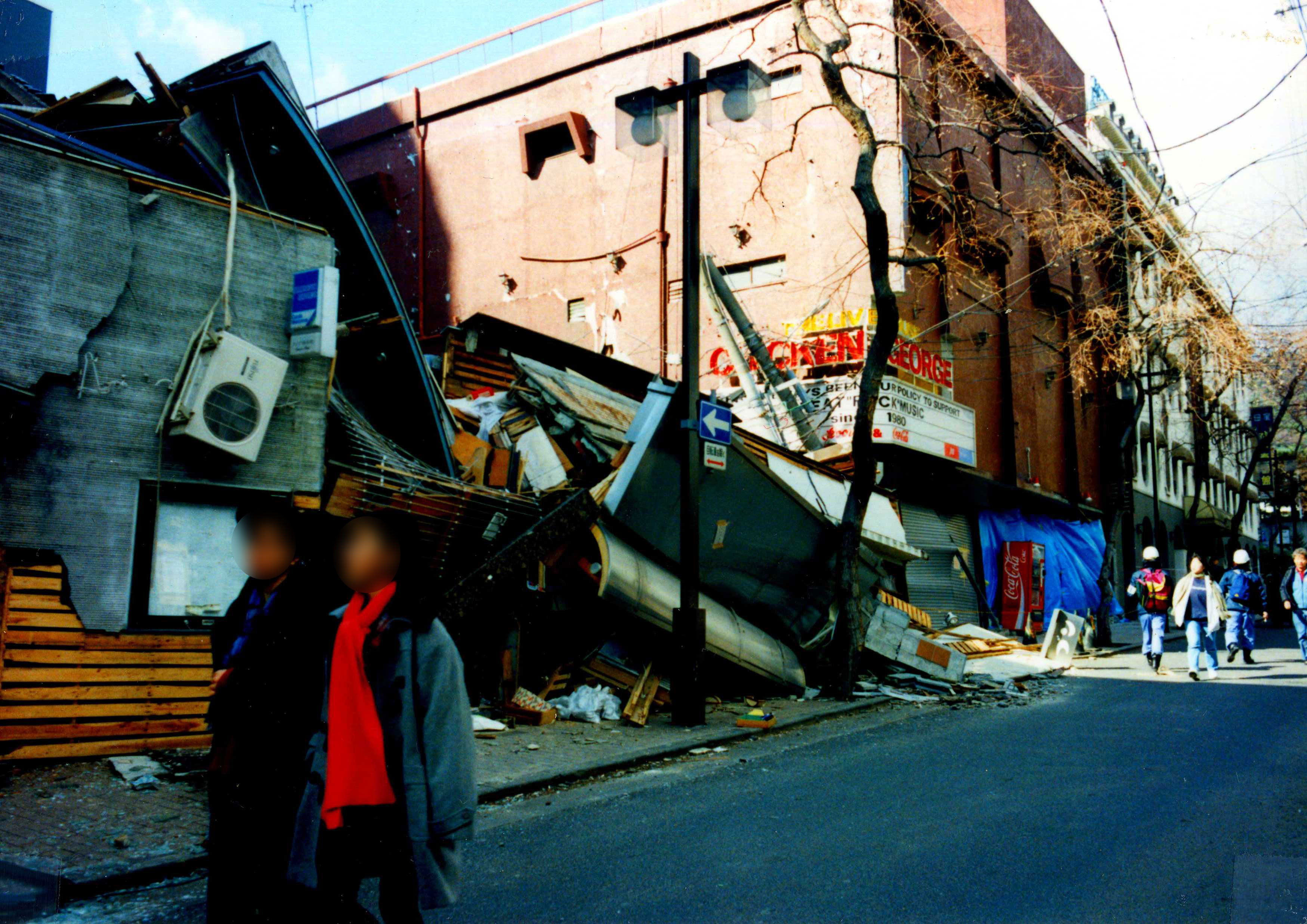
Chuuo-ku, Kobe
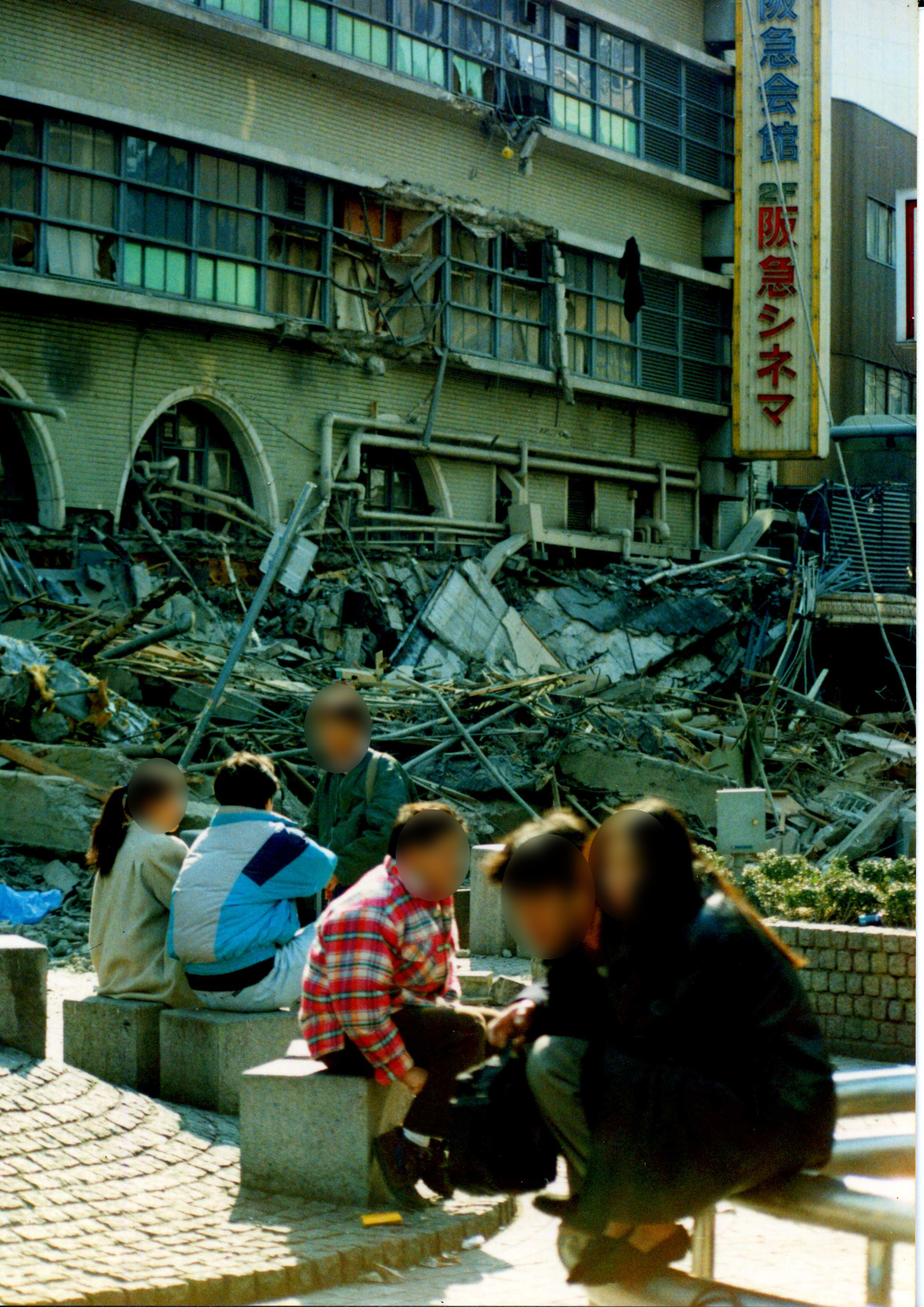
Stazione di Hankyu Sannomiya
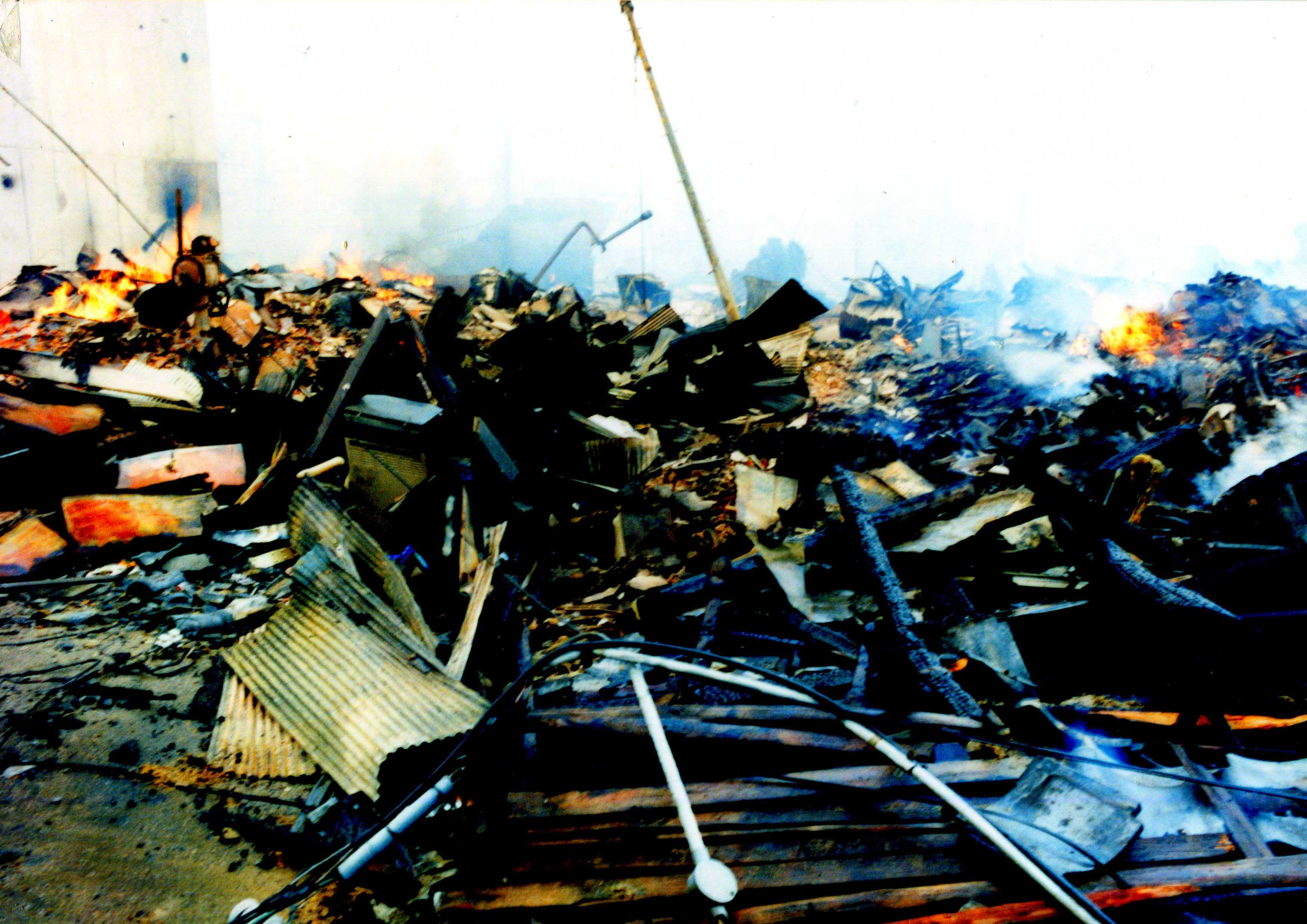
Case private crollate a Hyogo-ku
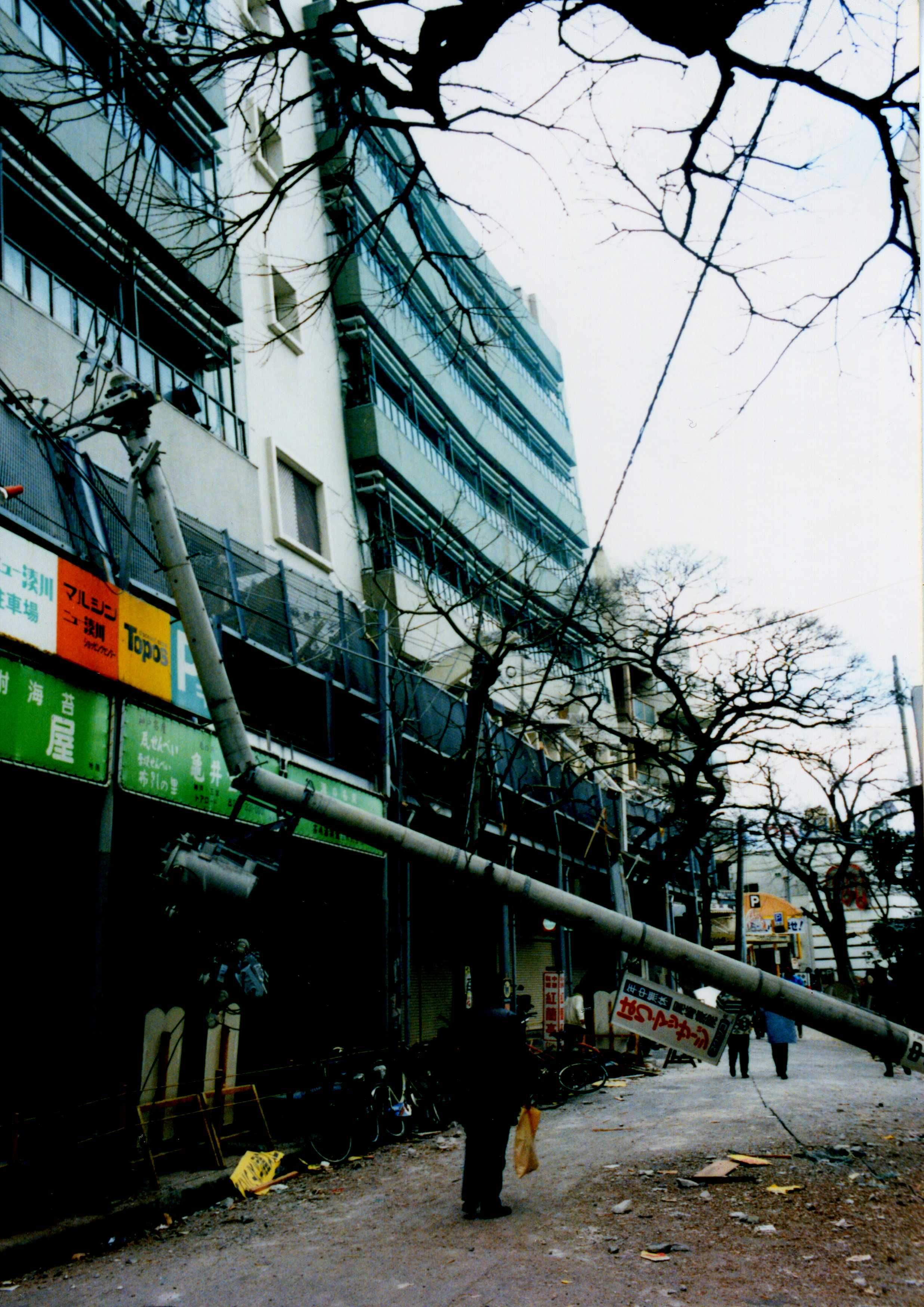
Topos Minatogawa-cho
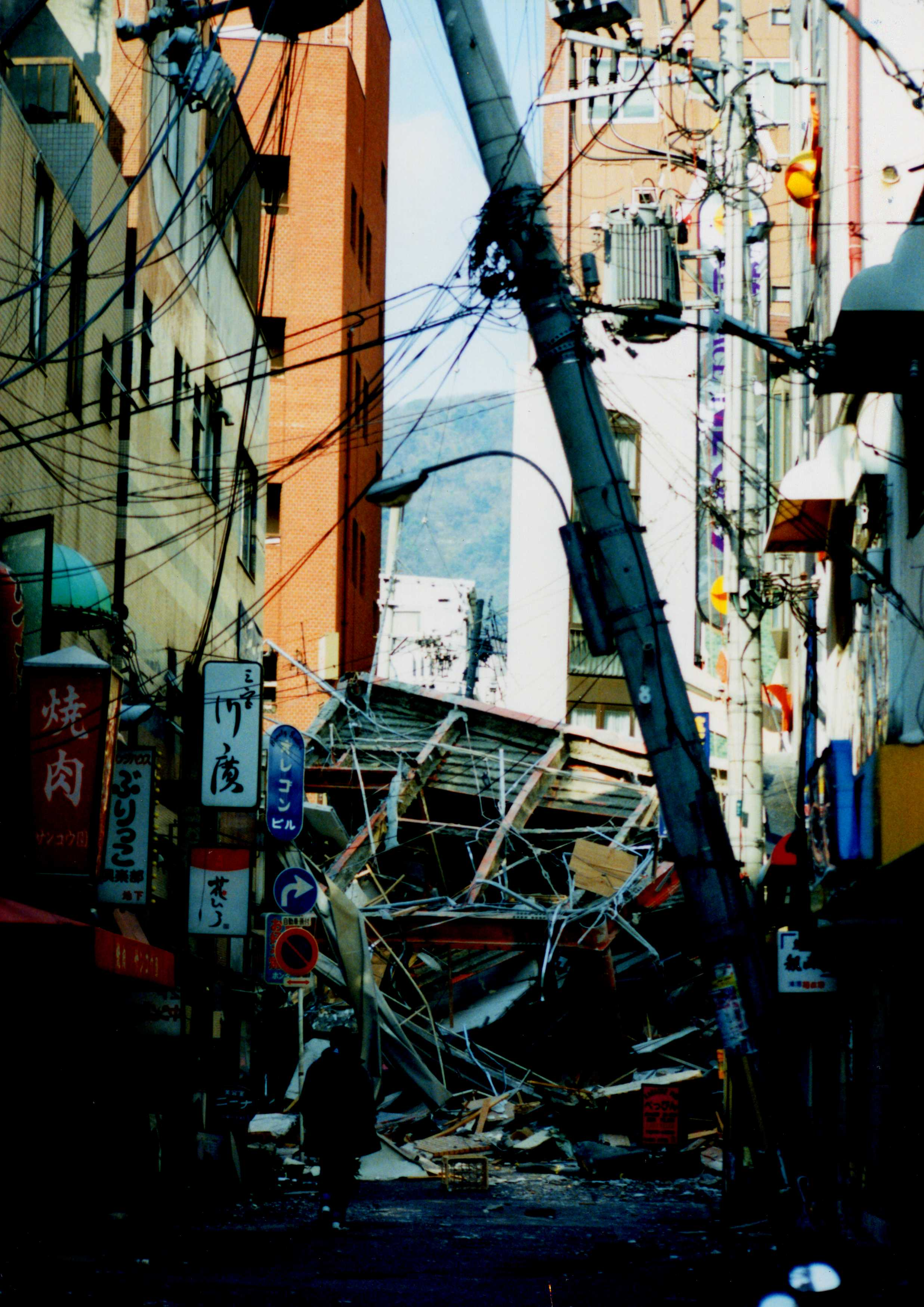
Higasi-mon Chuuo-ku, Kobe
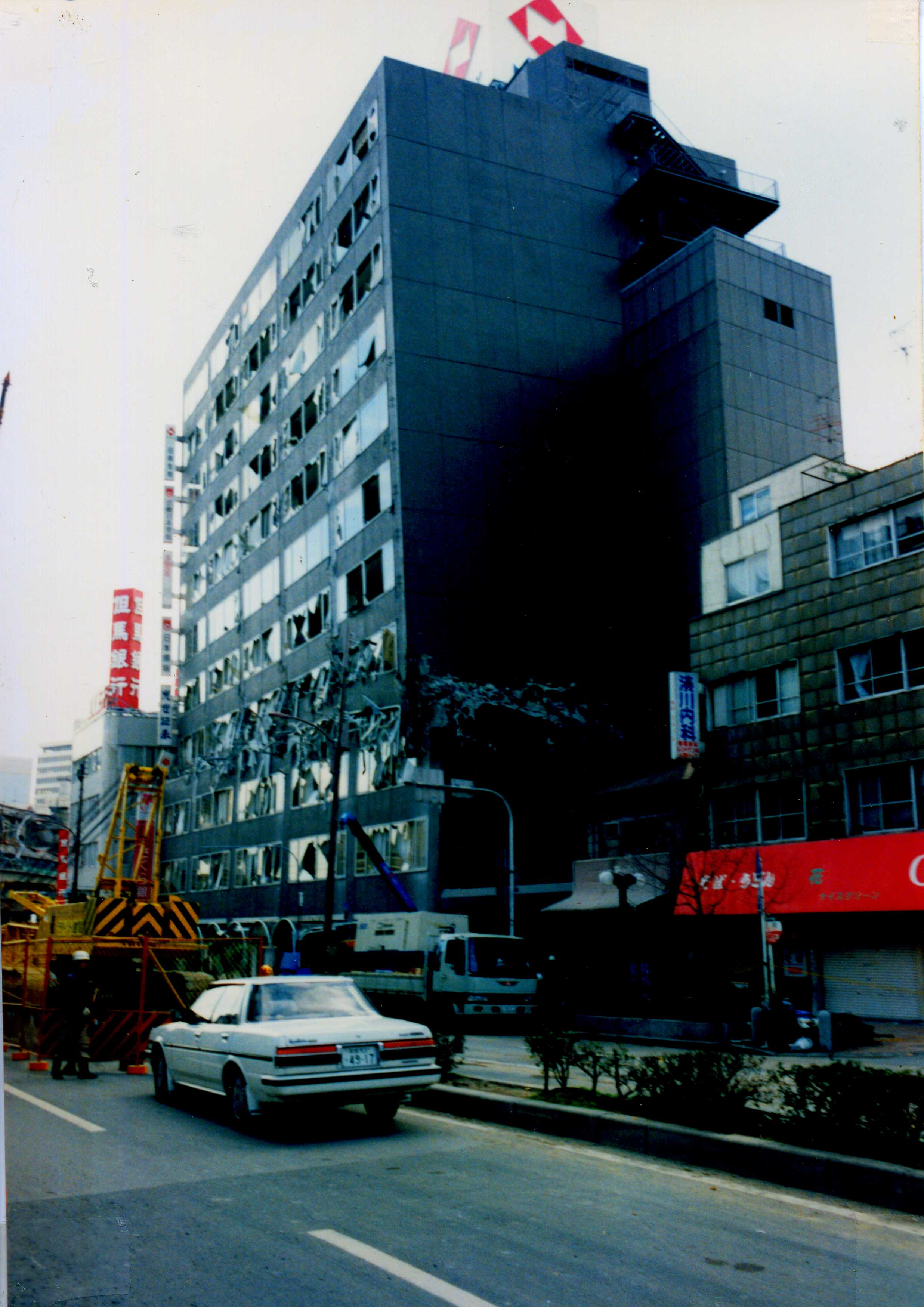
Chuuo-ku, Kobe
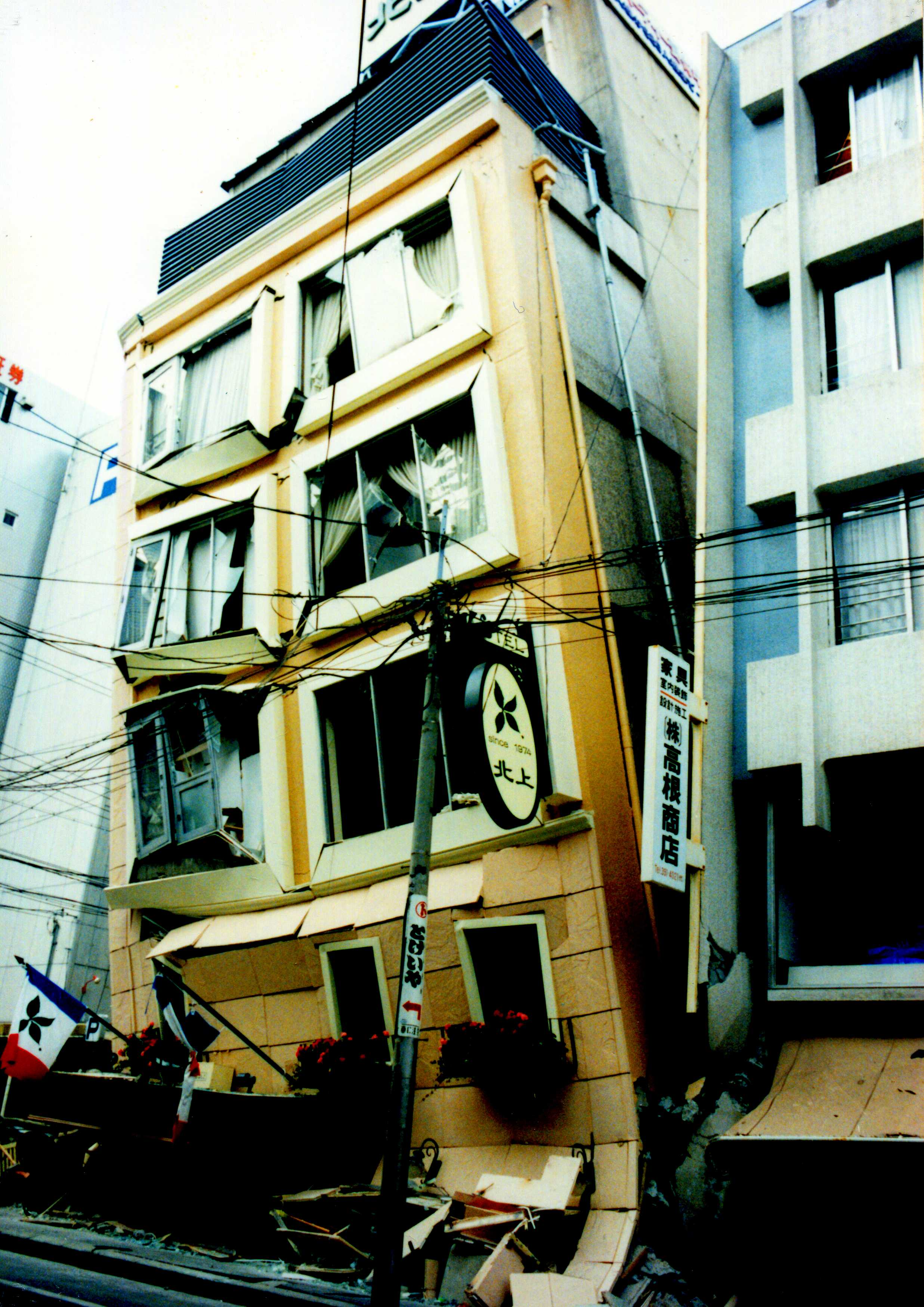
Chuuo-ku, Kobe
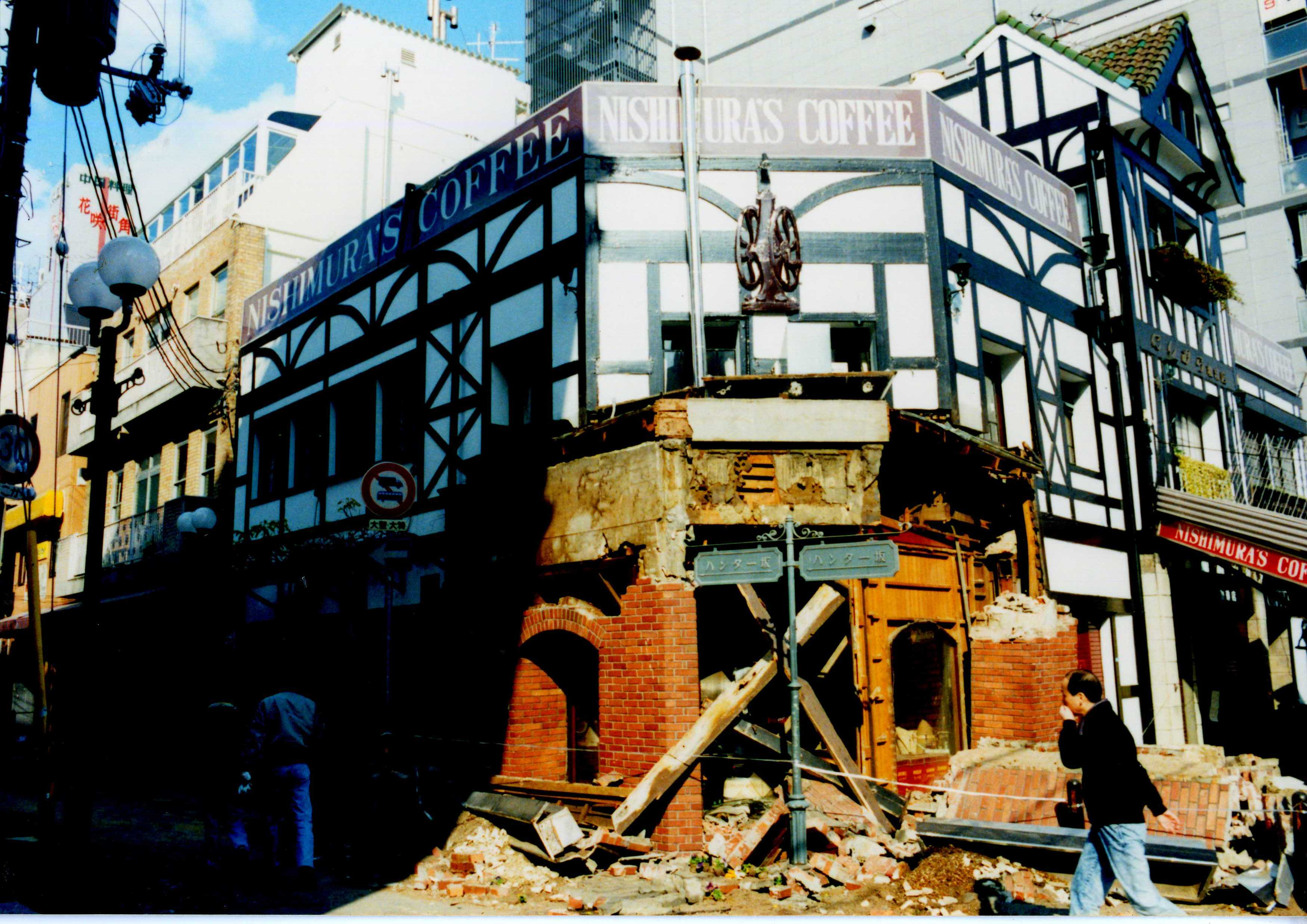
Caffè Nishimura
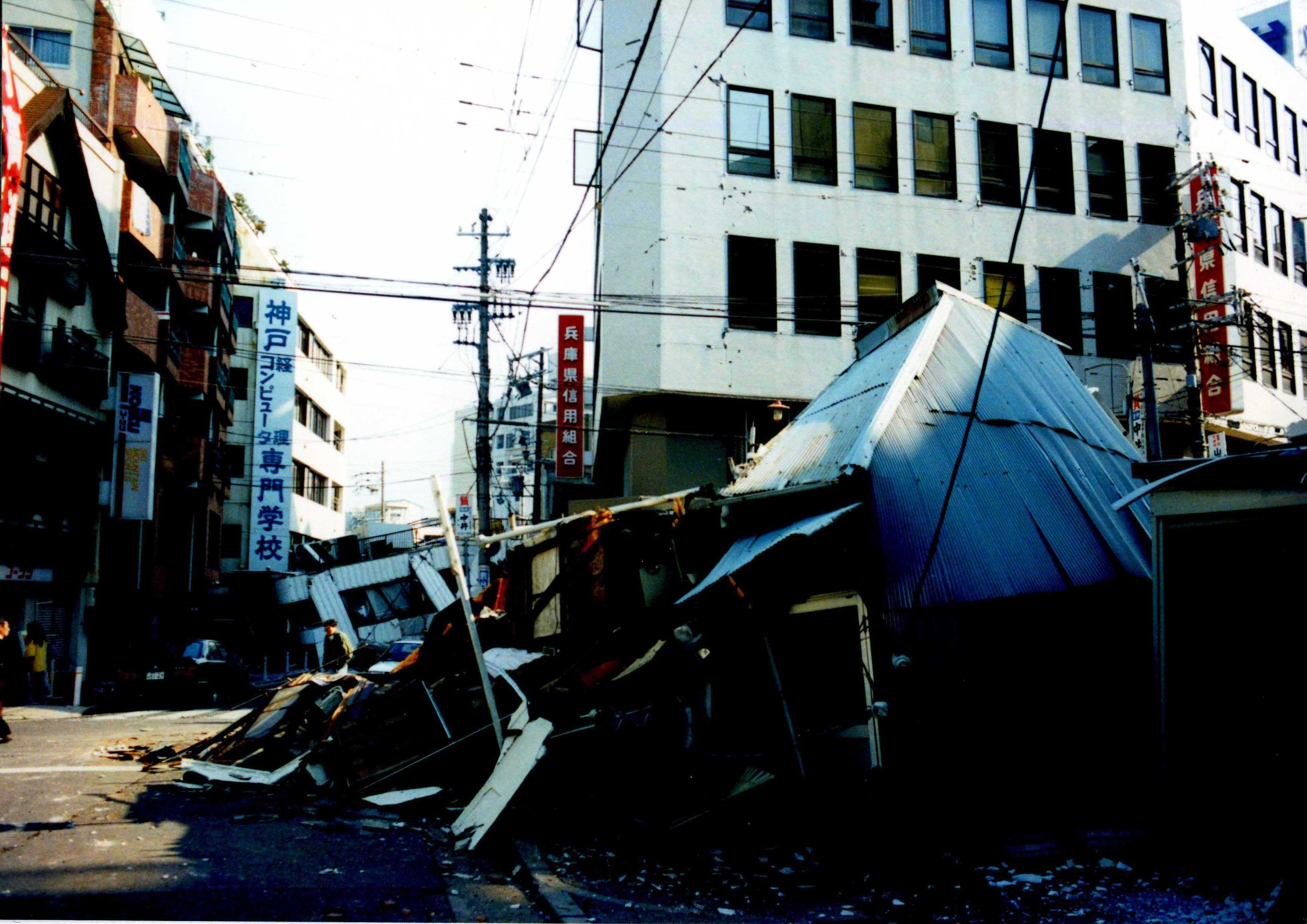
Centro di formazione d'informatica a Kobe

## Altri effetti

### Problemi economici del dopo sisma
Il terremoto causò circa 102,5 miliardi di dollari di danni pari al 2,5% del PIL giapponese e venne registrato nel Guinness dei primati come il "più costoso disastro naturale mai avvenuto in un unico paese". La maggior parte dei danni non era coperto da assicurazioni poiché soltanto il 3% delle proprietà nell'area di Kobe era coperto da assicurazione contro i terremoti in confronto al 16% della zona di Tokyo.
Kobe era uno dei maggiori porti del mondo prima del terremoto ma, nonostante le ricostruzioni, non ha più riconquistato il suo posto di principale porto del Giappone.
L'immensità dell'evento naturale causò la più grande perdita della borsa di Tokio con l'indice Nikkei 225 che perse più di 1 000 punti nella sola seduta del giorno del terremoto. Il danno finanziario fu la maggiore causa del fallimento della Barings Bank dovuta alle azioni di Nick Leeson, che aveva speculato grandi quantità di denaro su derivati di Giappone e Singapore.

### Rivalutazione del volontariato
L'operosità dei molti volontari giapponesi che accorsero ad aiutare le vittime del terremoto fu tale che il 1995 viene chiamato ボランティア元年 (Borantia gannen, l'anno iniziale del volontariato).
Il governo stabilì un giorno e una settimana del 防災とボランティア (Bōsai To Borantia, prevenzione dei disastri e volontariato), la prima nella ricorrenza del disastro il 17 gennaio e la seconda dal 15 al 21 gennaio. La decisione venne presa nella riunione del Consiglio dei ministri del 15 dicembre 1995.

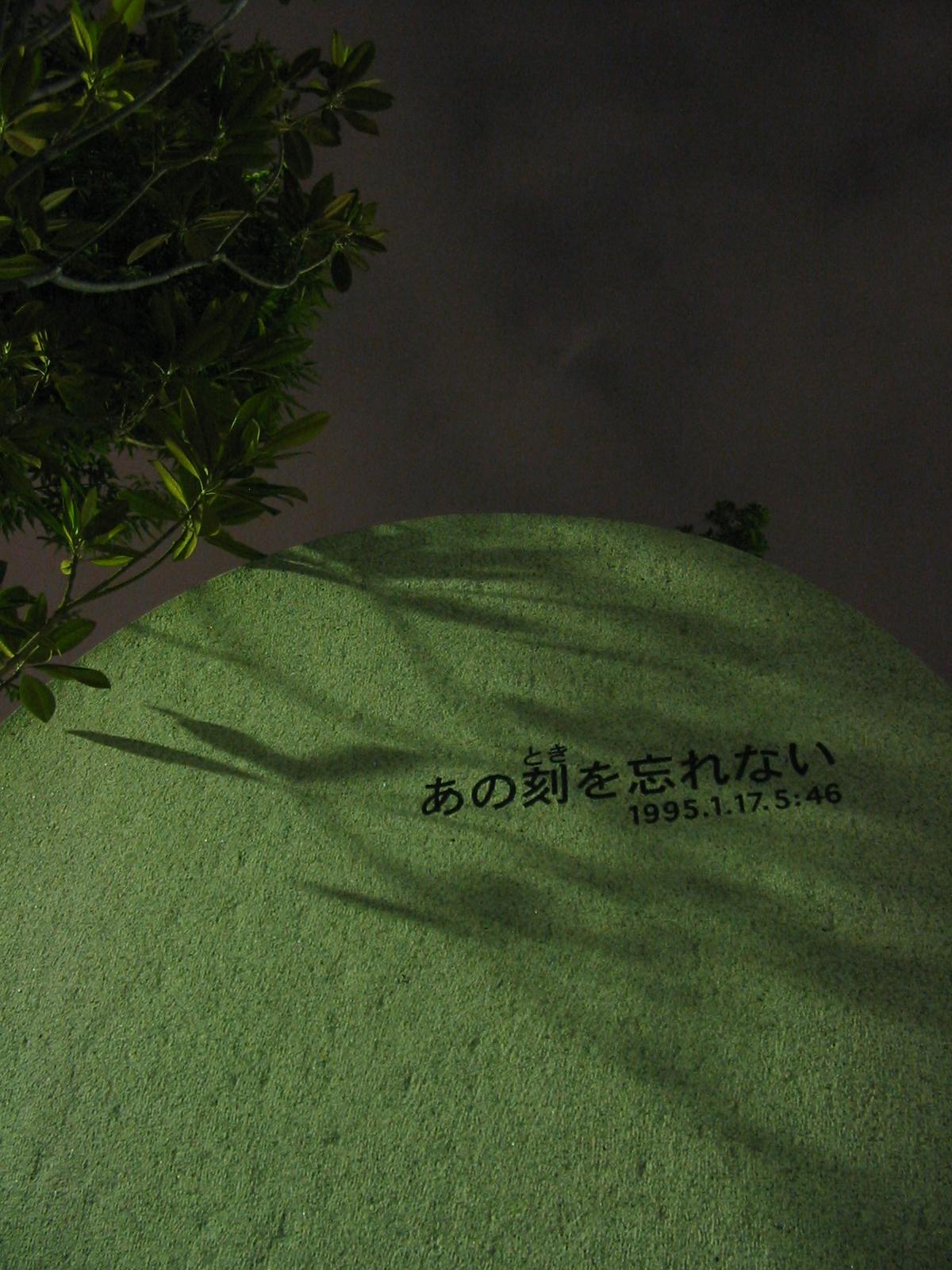
Memoriale per le vittime del terremoto a Kobe

### Effetti sul programma di prevenzione
Il terremoto diede una sterzata notevole alla riorganizzazione della protezione civile giapponese. Il Giappone installò supporti di gomma sotto i pilastri dei ponti per assorbire le vibrazioni dei terremoti e sotto gli edifici ricostruiti che vennero separati fra di loro per aver modo di oscillare sotto l'effetto dei sismi. Il governo mise in campo una nuova organizzazione di intervento in caso di calamità naturali che ebbe la sua prima risposta positiva nel 2004 nel terremoto di Chu-etsu dove l'intervento fu significativamente più veloce. Le Ground Self-Defence Forces (forze di autodifesa del territorio) ebbero autonomia operativa per rispondere immediatamente a terremoti di una certa intensità, che permise loro di dispiegarsi in pochi minuti nel territorio della Niigata. Prove di pronto intervento per lo spegnimento di grossi incendi vennero organizzati presso i comandi centrali di Tokio e Kyoto.
In risposta agli immensi danni registrati alle infrastrutture di trasporto e alle conseguenze sui tempi di risposta in occasione di disastri naturali, il Ministero delle infrastrutture e dei trasporti designò determinate strade e linee ferroviarie che vennero messe a norma con le più severe leggi antisismiche varate nel dopo Kobe. Nello stesso tempo vennero adeguati anche gli edifici presenti lungo queste direttive di marcia in modo che potessero resistere al meglio in occasione di altri eventi sismici di alto potenziale distruttivo. La prefettura di Hyōgo ha investito milioni di yen, nell'anno successivo al terremoto, per costruire ricoveri antismici nei parchi pubblici delle città.
Altrove in Giappone, il governo metropolitano della città di Tokyo ha costituito dei depositi di emergenza di cibo e acqua presso stazioni di servizio di distribuzione di carburanti in funzione del fatto che queste non vennero generalmente danneggiate dal terremoto di Kobe. In ogni caso, gruppi di cittadini hanno costituito dei sistemi di emergenza privati non essendo ancora sicuri delle misure prese dal governo giapponese dopo l'esperienza negativa vissuta durante il terremoto di Kobe.

### Memoriale

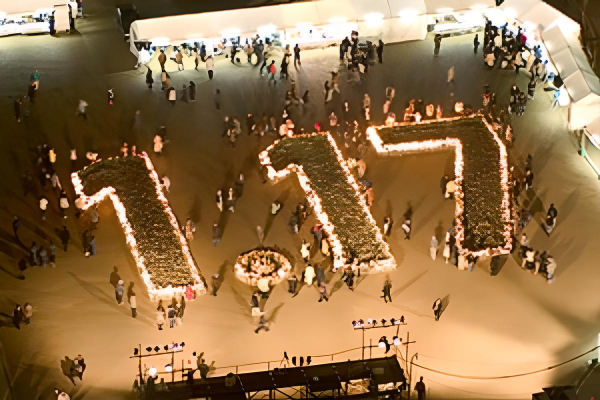
Memoriale a Kobe rappresentante la data del terremoto

La Kobe luminarie, una piccola città costituita da luci natalizie, viene costruita nel centro della città di Kobe, così come vicino alla stazione Shin-Kobe nel mese di dicembre di ogni anno per commemorare il terremoto. Una grande data "1.17" viene illuminata nel Higashi Yuenchi Park vicino al municipio di Kobe ogni 17 gennaio.

## Nome in giapponese
La Japan Meteorological Agency nel giro di pochi giorni assegnò il nome ufficiale a questo terremoto 平成７年兵庫県南部地震 (Heisei-Shichinen Hyōgo-ken-Nanbu jishin, Terremoto del sud della Prefettura di Hyōgo, 1995).

## Placche tettoniche

### Riassunto sui meccanismi che producono i terremoti in Giappone
I terremoti avvengono non soltanto ai margini delle placche tettoniche ma anche al loro interno.
Il territorio del Giappone è situato su due placche marine (la placca delle Filippine e la placca pacifica) e su due placche terrestri (la placca euroasiatica e placca nordamericana). Ognuna delle placche marine è accavallata su di un'altra con un fenomeno detto subduzione.
Nell'arcipelago giapponese, esistono linee di compressione nelle direzioni nordovest-sudest e est-ovest. Il rilascio di grandi quantità di energia causa i terremoti.

### Terremoti in Giappone per meccanismo di causa
Secondo i meccanismi di causa sotto indicati, il terremoto di Kobe appartiene al Tipo C.
- Tipo A, così detto "di margine di piattaforma": il grande terremoto del Kanto del 1923 fu di questa tipo. Il margine di una placca sale su una placca marina per subduzione e la placca terrestre viene spinta in alto fino a quando si frattura rilasciando una grande quantità di energia.[16][17]
- Tipo B, così detto "interno a placca marina": il terremoto di Sanriku del 1933 fu di questo tipo. Un grande collasso per subduzione in una placca marina, produce una grande quantità di energia.[16][18]
- Tipo C, così detto "interno poco profondo": il terremoto di Kobe del 1995 apparteneva a questo tipo.